# Davide Tagliapietra

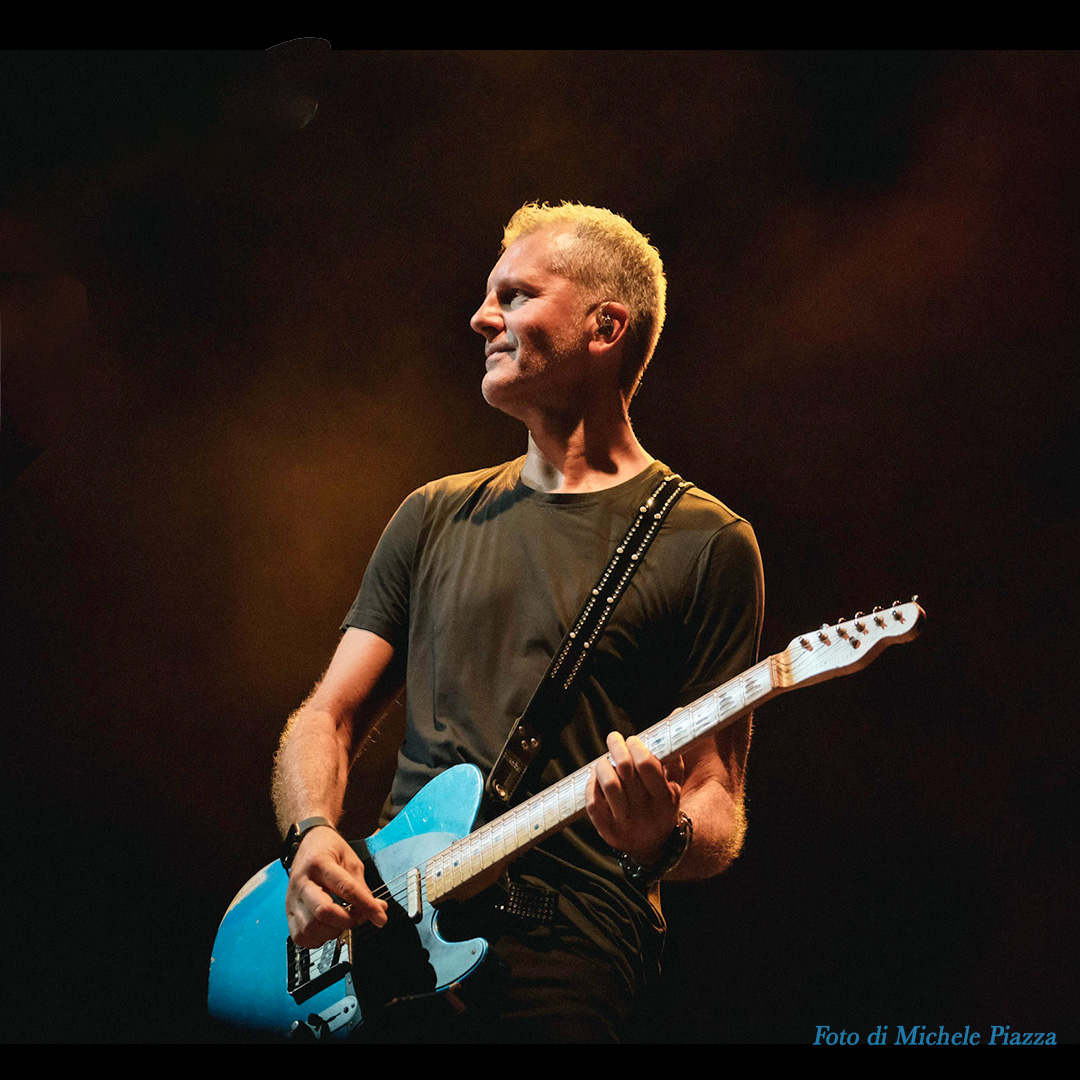

Davide Tagliapietra (Venezia, 20 marzo 1976) è un chitarrista, compositore e produttore discografico italiano.

## Biografia
Figlio d'arte, suo padre è Aldo Tagliapietra, storico frontman del gruppo Le Orme. Comincia a suonare la chitarra da autodidatta all'età di tredici anni. Successivamente inizia lo studio dello strumento, prima con insegnanti della provincia di Venezia, poi iscrivendosi al CPM di Milano dove si diploma in chitarra elettrica nel 1998.
Nel frattempo comincia a lavorare come assistente di studio al Condulmer Studio di Mogliano Veneto. In questo periodo ha occasione di lavorare con diversi artisti italiani ed internazionali. Lì qualche anno dopo ha l'occasione di conoscere il produttore Michele Canova', con cui inizia a collaborare in molte importanti produzioni italiane a partire dal 2001.
Dello stesso anno è la sua prima esperienza come turnista, nell'album di debutto Rosso relativo di Tiziano Ferro, collaborazione che diventerà duratura negli anni. Diventa in breve tempo quotato e richiesto suonando per Biagio Antonacci, Giorgia, Max Pezzali, Adriano Celentano, Elisa, Eros Rammazzotti e Gianna Nannini.
Nel 2003 si unisce alla band pop rock Telegram di Claudio Valente, pubblicando l’omonimo album.
Nel 2005 comincia a lavorare per Gianna Nannini come direttore artistico, nonché musicista dei suoi concerti live. Firma le musiche di alcune delle canzoni contenute in Giannadream (2009) e Io e te (2011). Insieme a lei è autore delle musiche di Bellissimo, uno dei due brani presentati nel 2013 alla 63ª edizione del Festival di Sanremo, dal vincitore Marco Mengoni, album Pronto a Correre nel quale partecipa attivamente anche come arrangiatore.
Dapprima nelle pause tra i vari tour poi sempre più spesso, porta avanti anche l'attività in studio come produttore artistico. Dal 2015 dirige Bunker.ch, il suo studio di registrazione ed etichetta discografica.

## Discografia
- 2001 – Rosso relativo Tiziano Ferro (chitarre)
- 2003 – 111 Tiziano Ferro (chitarre)
- 2004 – C'è sempre un motivo (singolo) Adriano Celentano (chitarre)
- 2005 – Non è peccato Syria (chitarre)
- 2006 – Nessuno è solo Tiziano Ferro (preproduzione, chitarre, programmazione)
- 2006 – Swan (singolo) Elisa (chitarre)
- 2006 – Grazie Gianna Nannini (preproduzione, chitarre)
- 2007 – Time Out Max Pezzali (chitarre)
- 2007 – Pia come la canto io Gianna Nannini (chitarre)
- 2007 – GiannaBest Gianna Nannini (chitarre)
- 2007 – Cose che ho visto (singolo) Eros Ramazzotti (chitarre)
- 2008 – Alla Mia Età Tiziano Ferro (preproduzione, chitarre)
- 2008 – Gaetana Giusy Ferreri (preproduzione, chitarre, basso, programmazione)
- 2009 – Gianna Dream Gianna Nannini (chitarre)
- 2009 – Ali e Radici Eros Ramazzotti (chitarre)
- 2009 – Fotografie Giusy Ferreri (preproduzione, chitarre, basso, programmazione)
- 2010 – Inaspettata Biagio Antonacci (chitarre, basso)
- 2011 – Due soli... Mietta (produzione, chitarre)
- 2011 – Io e te Gianna Nannini (chitarre)
- 2011 – L'errore Loredana Errore (preproduzione, chitarre, basso, programmazione)
- 2012 – L'amore è femmina Nina Zilli (co-produzione artistica, chitarre, basso, programmazione)
- 2013 – Inno Gianna Nannini (chitarre)
- 2013 – Pronto a correre Marco Mengoni (preproduzione, chitarre, programmazione)
- 2013 – Cadore 33 Sergio Dalma (co-produzione artistica, chitarre)
- 2014 – Hitalia Gianna Nannini (chitarre)
- 2014 – TZN - The Best of Tiziano Ferro Tiziano Ferro
- 2016 – Valore assoluto (singolo) Tiziano Ferro (co-produzione, chitarre, programmazione)
- 2017 – Dediche e manie Biagio Antonacci (produzione artistica, chitarre, programmazione)
- 2017 – Duets - Tutti cantano Cristina Cristina D'Avena (produzione artistica, chitarre, basso, programmazione)
- 2017 – Amore gigante (tracce "Cosa Vuoi" e "L'ultimo Latin Lover") Gianna Nannini (produzione artistica, chitarre, programmazione)
- 2018 – Testimone del tempo Red Canzian (produzione artistica, chitarre, programmazione)
- 2018 – V Le Vibrazioni (produzione artistica)
- 2018 – Duets Forever - Tutti cantano Cristina Cristina D'Avena (produzione artistica, chitarre, basso, programmazione)
- 2019 – Amici per Errore (singolo) Tiziano Ferro (produzione artistica, chitarre, basso, programmazione)
- 2024 - Eccezioni rare (inedito) Simona Mezzanotte (produzione artistica, chitarre, basso, tastiere, batteria, programmazione)